# Jan Marian Krassowski
Jan Marian Krassowski herbu Ślepowron (ur. 9 września 1883 w Smogorzowie, zm. 24 stycznia 1947 w Warszawie) – polski astronom, działacz niepodległościowy.

## Życiorys
Urodził się 9 września 1883 w Smogorzewie, w rodzinie Franciszka i Ludwiki Reisky de Dubnitz. Po ukończeniu gimnazjum w Jałcie studiował na Wydziale Filozoficzno-Matematycznym Uniwersytetu Jagiellońskiego, od drugiego roku studiów pracował w obserwatorium astronomicznym. W 1910 na podstawie rozprawy o zmienności szerokości geograficzne uzyskał tytuł doktora nauk i wyjechał do Rosji, gdzie przez rok pracował w obserwatorium astronomicznym w Pułkowie. Następnie wyjechał do Genewy i Paryża, gdzie kontynuował naukę. Od 1912 był asystentem w obserwatorium Politechniki Lwowskiej, w 1915 wyjechał do Warszawy, gdzie od 15 listopada na Uniwersytecie Warszawskim wykładał astronomię opisową. Do Lwowa powrócił na krótko w 1918, przedstawił wówczas na Uniwersytecie Lwowskim pracę habilitacyjną z zakresu "astronomii ogólnej i mechaniki nieba". Następnie powrócił do Warszawy, gdzie od 1919 do 1921 zajmował stanowisko docenta tymczasowego na Uniwersytecie Warszawskim, a następnie otrzymał mianowanie na stopień profesora. W 1920 ogłosił pracę O wyznaczaniu szerokości geograficznej i zboczenia magnetycznego w Polsce w XVII w., w której zawarł i opisał odnalezioną podczas studiów w Paryżu notatkę sporządzoną przez Pierre Des Noyers'a dla Heweliusza, a dotyczącą pierwszego pomiaru deklinacji magnetycznej w Warszawie z 1647.
W latach 1916–1919 pełnił obowiązki dyrektora obserwatorium astronomicznego w Warszawie.
W 1926 roku zainicjował powstanie obserwatorium w Piasecznie. Równolegle do pracy na Uniwersytecie Warszawskim prowadził wykłady w Wolnej Wszechnicy Polskiej w Warszawie oraz pracował jako doradca naukowy do spraw astronomiczno-geodezyjnych i kartografii matematycznej w Wojskowym Instytucie Geograficznym. Po 1945 pracował w Geodezyjnym Instytucie Naukowo-Badawczym (późniejszym Instytucie Geodezji i Kartografii), w 1946 odbył podróż do Wielkiej Brytanii, Francji i Szwecji, gdzie nawiązał kontakty naukowe i zdobył informacje dotyczące zmian w zakresie wiedzy geodezyjnej. Biegle władał kilkoma językami obcymi, był członkiem czynnym Międzynarodowej Unii Geodezyjnej i Geofizycznej. Zmarł w Warszawie, spoczywa na cmentarzu parafialnym w Piasecznie (sektor IV, rz. 5, nr 24).
W 1917 poślubił Marią Niepokojczycką, z którą miał syna Czesława Witolda.

## Ordery i odznaczenia
- Krzyż Niepodległości – 24 maja 1932 „za pracę w dziele odzyskania niepodległości”[7][1][8]

## Twórczość
- J. M. Krassowski „Mikołaj Kopernik: 1473-1923”, Warszawa 1923
- J. M. Krassowski O wyznaczaniu szerokości geograficznej i zboczenia magnetycznego w Polsce w XVII w., „Rozprawy Wydziału Matematyczno-Przyrodniczego Akademii Umiejętności. Serya III. T.20. Dział A”, Kraków 1921, s. 121-129